# Liste der Biografien/Asi
Liste der Biografien |
Portal Biografien |
Personensuche
# |
A |
B |
C |
D |
E |
F |
G |
H |
I |
J |
K |
L |
M |
N |
O |
P |
Q |
R |
S |
T |
U |
V |
W |
X |
Y |
Z |
?
 
Aa |
Ab |
Ac |
Ad |
Ae |
Af |
Ag |
Ah |
Ai |
Aj |
Ak |
Al |
Am |
An |
Ao |
Ap |
Aq |
Ar |
As |
At |
Au |
Av |
Aw |
Ax |
Ay |
Az
 
Asa |
Asb |
Asc |
Asd |
Ase |
Asf |
Asg |
Ash |
Asi |
Asj |
Ask |
Asl |
Asm |
Asn |
Aso |
Asp |
Asq |
Asr |
Ass |
Ast |
Asu |
Asv |
Asw |
Asy |
Asz
Die Liste der Biografien führt alle Personen auf, die in der deutschsprachigen Wikipedia einen Artikel haben. Dieses ist eine Teilliste mit 69 Einträgen von Personen, deren Namen mit den Buchstaben „Asi“ beginnt.

## Asi
- Ási í Bæ (1914–1985), isländischer Schriftsteller
- Asi, Harri (1922–2009), estnischer Schriftsteller und Lyriker

### Asia
- Asiago, Delilah (* 1972), kenianische Langstreckenläuferin

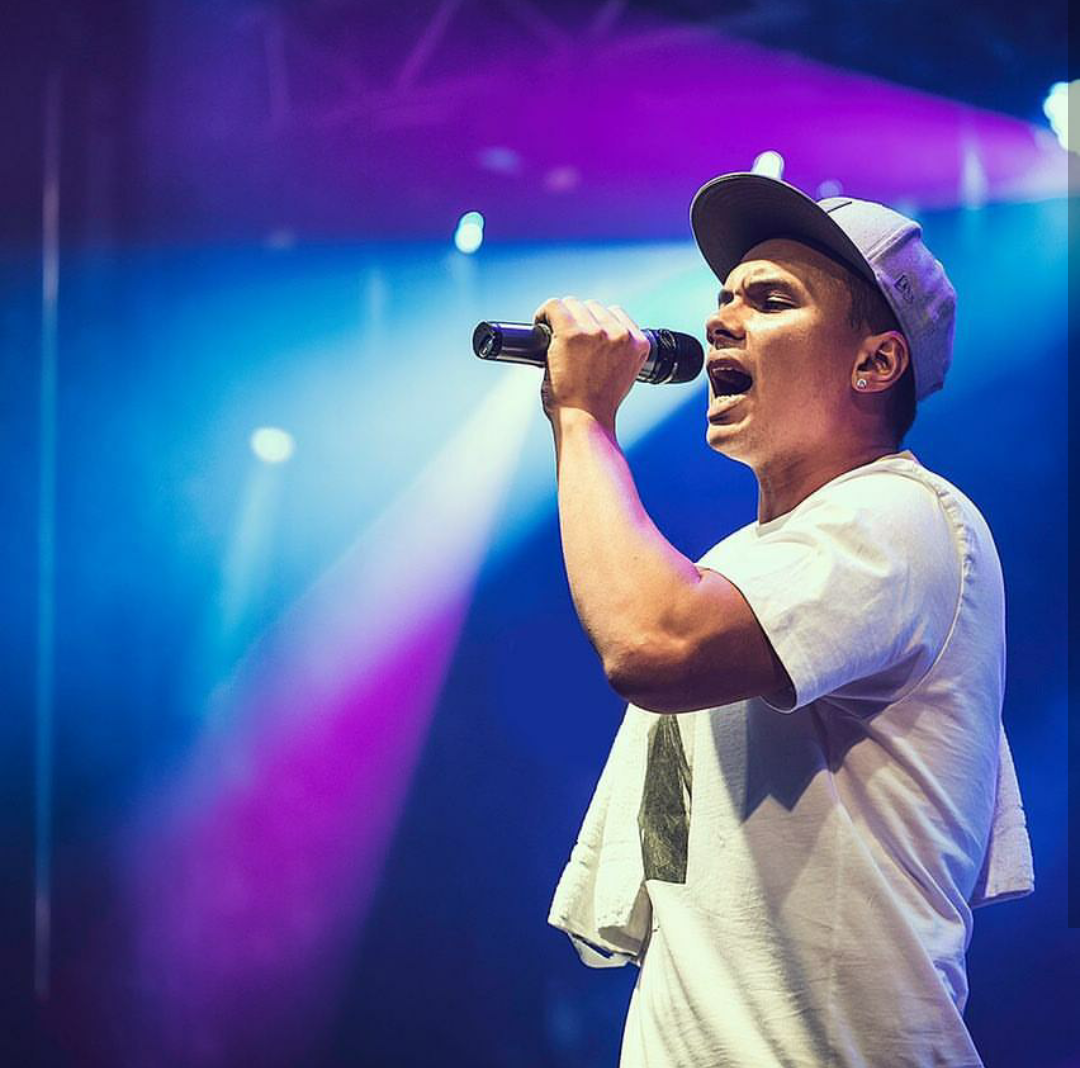
Der Asiate (* 1988)

- Asiate, Der (* 1988), deutscher RapperDer Asiate (* 1988)

### Asic
- Asic († 936), Heerführer König Heinrichs I.
- Asicho, Graf im Ittergau und im Nethegau

### Asid
- Asidah, Zakaria (* 1972), dänischer Taekwondoin
- Aside (* 1996), deutscher Musikproduzent

### Asie
- Asiedu, Elizabeth, ghanaische Wirtschaftswissenschaftlerin und Hochschullehrerin
- Asiedu, John Alphonse (* 1962), ghanaischer Ordensgeistlicher, Apostolischer Vikar von Donkorkrom
- Asiedu, Joseph Richard, Sprecher des Parlaments in Ghana
- Asiedu, Kwadwo Afram, ghanaischer Regionalminister der Eastern Region

### Asif
- Asif, Karimuddin (1924–1971), indischer Filmregisseur des urdusprachigen Bollywood-Films
- Asif, Khawaja (* 1949), pakistanischer Politiker (PML (N)) und Außenminister Pakistans
- Asif, Muhammad (* 1982), pakistanischer Snookerspieler
- Asifi, Aqeela (* 1966), afghanische Lehrerin

### Asig
- Asig, hessischer Graf

### Asik
- Aşık Çelebi (1519–1571), osmanischer Dichter, Übersetzer und Biograf
- Aşık, Emre (* 1973), türkischer Fußballspieler und -trainerEmre Aşık (* 1973)

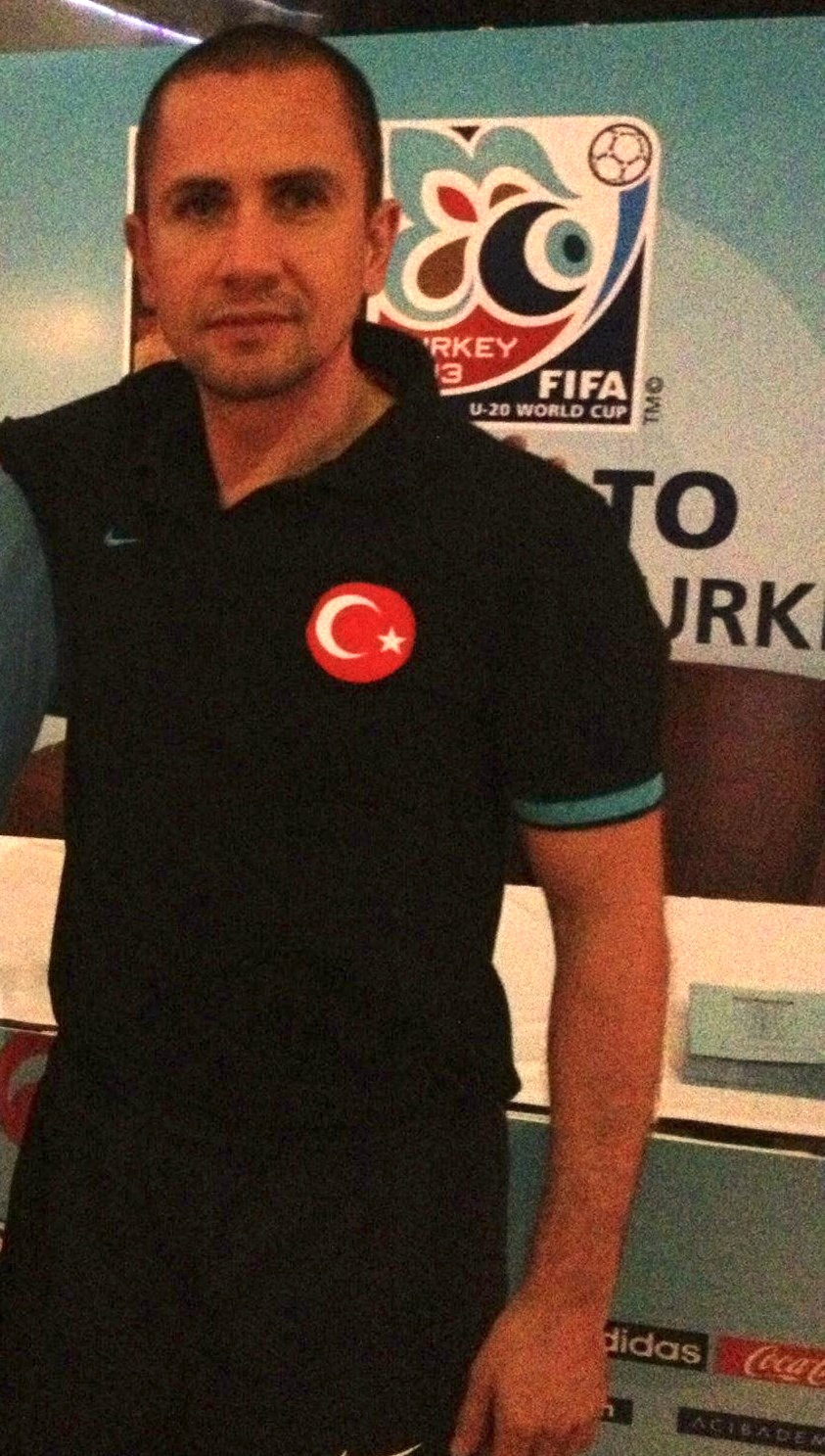
Emre Aşık (* 1973)

- Aşık, Ömer (* 1986), türkischer Basketballspieler
- Asikainen, Alfred (1888–1942), finnischer Ringer
- Asikainen, Amin (* 1976), finnischer Boxer
- Asikainen, Lauri (* 1989), finnischer Skisportler
- Asikainen, Yrjö (1928–2008), finnischer Fußballspieler
- Aşıkoğlu, Aytek (* 1982), türkischer Fußballspieler
- Aşıkoğlu, Nevzat Yaşar (* 1962), türkischer Religionspädagoge und Theologe

### Asil
- Asili, Cesare (1924–1988), ugandischer römisch-katholischer Geistlicher, Bischof von Lira
- Asilian, Dimitra (* 1972), griechische Wasserballspielerin

### Asim
- Asım Mehmed Pascha († 1886), osmanischer Pascha und Staatsmann
- Asimaki, Alexandra (* 1988), griechische Wasserballspielerin
- Asimakopoulos, Andreas (* 1889), griechischer Schwimmer
- Asimakopoulou, Anna-Michelle (* 1967), griechische Juristin und Politikerin (ND), MdEP
- Asimakopoulou-Atzaka, Panajota, griechische Christliche Archäologin und Byzantinistin
- Asimbaya Moreno, José Miguel (* 1959), ecuadorianischer römisch-katholischer Geistlicher, Militärbischof von Ecuador
- Asimont, Gottfried (1824–1897), deutscher Eisenbahntechniker
- Asimos, Nikolas (1949–1988), griechischer Liedermacher
- Asimov, Aziz (* 1981), usbekischer Fußballschiedsrichter
- Asimov, Isaac (1920–1992), russisch-amerikanischer Biochemiker, Sachbuchautor und Science-Fiction-SchriftstellerIsaac Asimov (1920–1992)

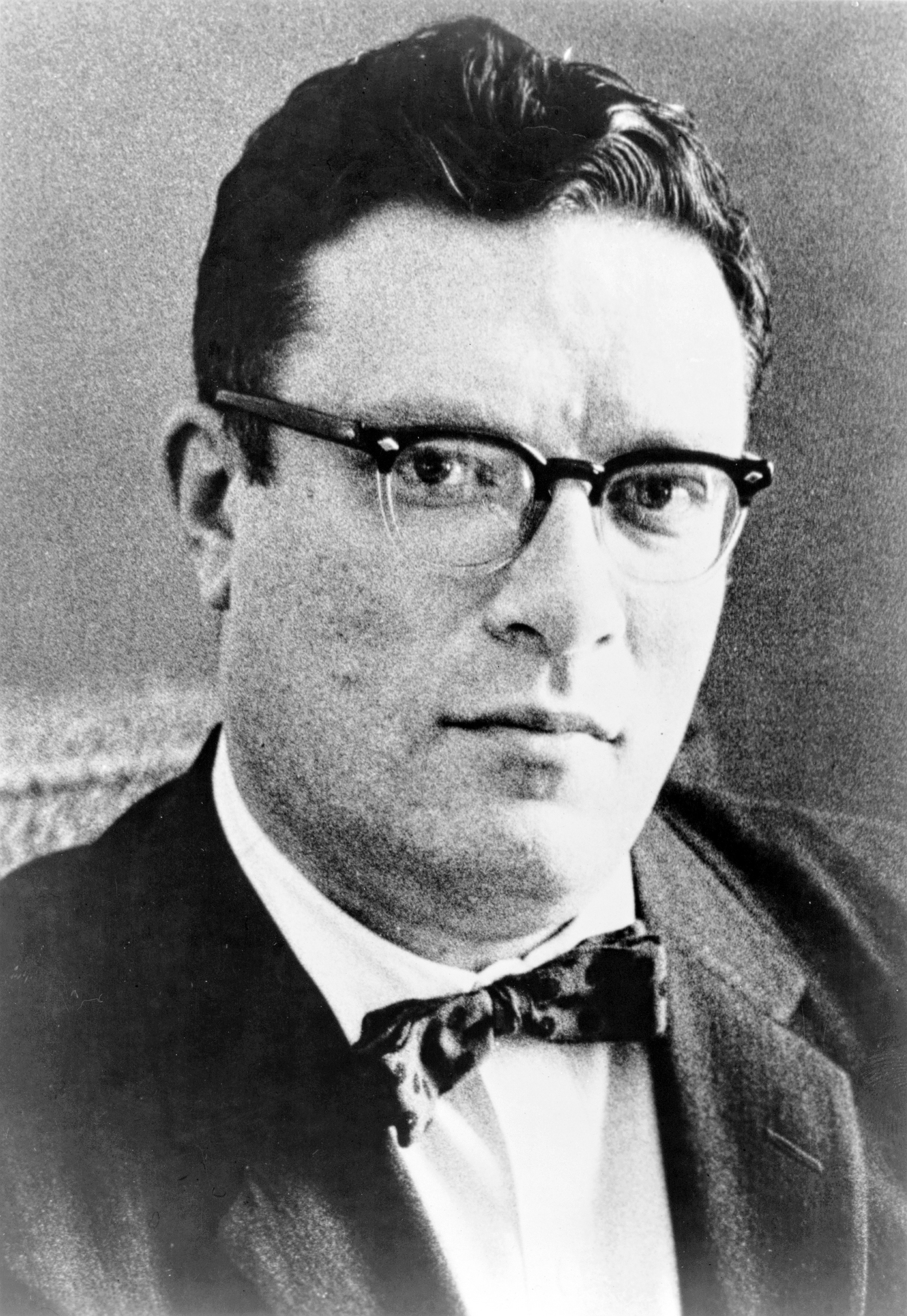
Isaac Asimov (1920–1992)

- Asimov, Janet (1926–2019), US-amerikanische Science-Fiction-Autorin und Psychoanalytikerin
- Asimow, Achmed Sachratulajewitsch (* 1977), russischer Orientalist
- Asimow, Jahjo (* 1947), tadschikischer Politiker
- Asimowa, Elwira (* 1973), kasachische Juristin
- Asimsade, Eldar (1934–2003), sowjetischer Fußballschiedsrichter

### Asin
- Asín Palacios, Miguel (1871–1944), spanischer Gelehrter der Islamwissenschaft
- Asinga, Issam (* 2004), surinamischer Sprinter
- Asinger, André (* 1987), österreichischer Fußballspieler
- Asinger, Friedrich (1907–1999), österreichischer Chemiker, Professor für Technische Chemie
- Asinianus, Felix, römischer Staatssklave
- Asinio, Bischof von Chur
- Asinius Acilianus, Quintus, römischer Offizier (Kaiserzeit)
- Asinius Lepidus, römischer Statthalter
- Asinius Marcellus, Marcus, römischer Konsul (104)
- Asinius Marcellus, Marcus, römischer Konsul (54)
- Asinius Pollio, Gaius, römischer Konsul 23
- Asinius Quadratus, römischer Geschichtsschreiber
- Asins Arbó, Miquel (1916–1996), spanischer Komponist und Professor

### Asio
- Asiod, Habib (1973–2023), politischer Aktivist aus dem Iran
- Asioli, Bonifazio (1769–1832), italienischer Musiktheoretiker, Musikpädagoge, Cembalist, Kapellmeister und Komponist
- Asioli, Luigi (1778–1815), italienischer Sänger und Komponist
- Asios von Samos, antiker griechischer Dichter

### Asir
- Asiri, Abdulfattah (* 1994), saudi-arabischer Fußballspieler
- Asiri, Haitham (* 2001), saudi-arabischer Fußballspieler
- Asiri, Ibrahim Hassan al- (* 1982), mutmaßlicher saudi-arabischer Bombenbauer
- Asirvatham, Victor (1940–2021), malaysischer Leichtathlet

### Asis
- Asís, Jorge (* 1946), argentinischer Journalist und Schriftsteller
- Asis, Muhammad (* 2004), singapurischer Fußballspieler
- Asisi, Yadegar (* 1955), deutscher Architekt und KünstlerYadegar Asisi (* 1955)

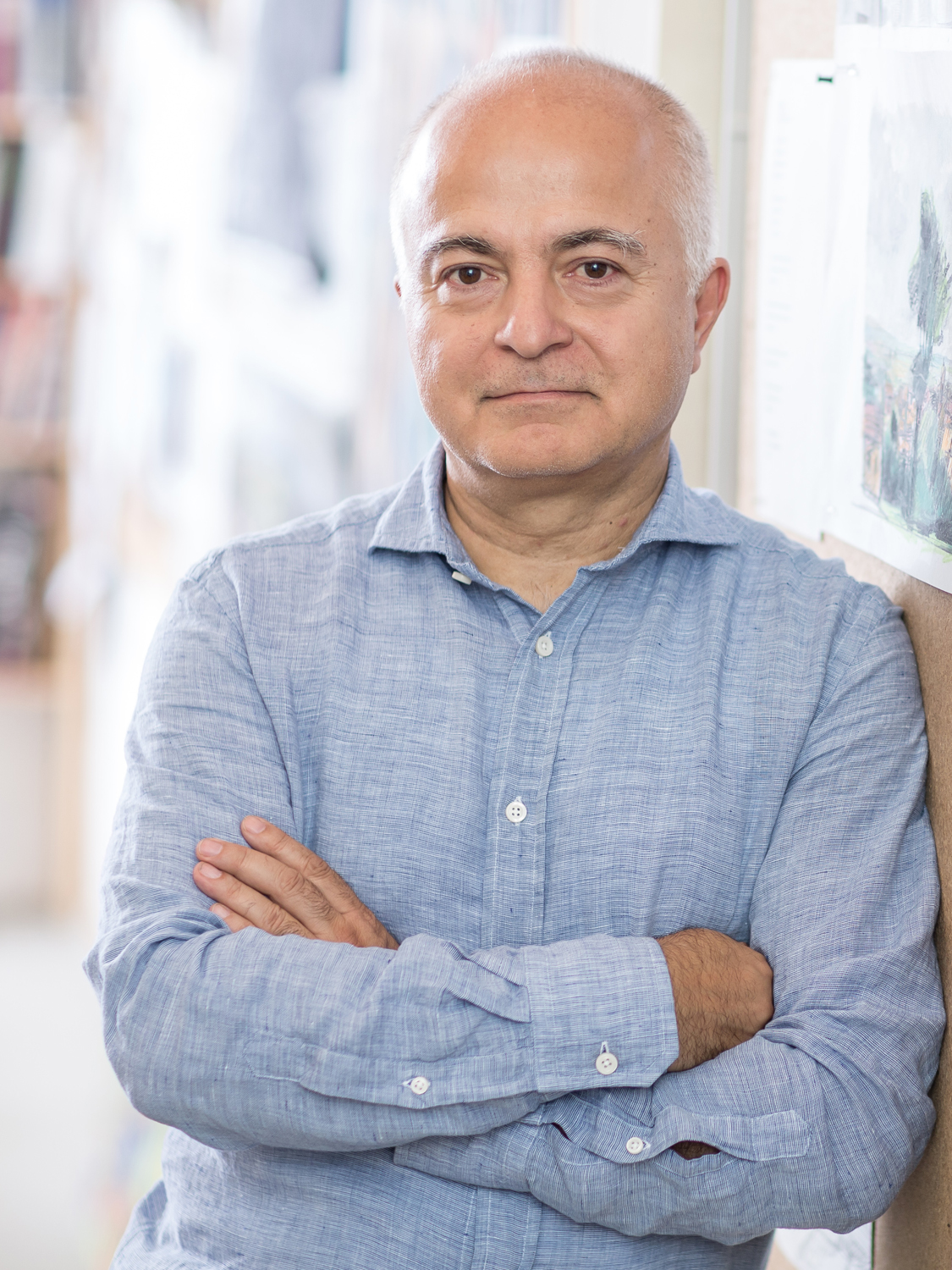
Yadegar Asisi (* 1955)

- Asisjan, Irina Atykowna (1935–2009), russische Kunsthistorikerin, Architektin und Malerin
- Asisow, Minneula Sinjatowitsch (* 1951), sowjetischer Hockeyspieler